# Zoe Caldwell
Zoe Ada Caldwell (Melbourne, 14 de setembre de 1933 - Pound Ridge, estat de Nova York, 16 de febrer de 2020) va ser una actriu australiana. Va guanyar el premi Tony quatre vegades i és la veu de l’assessora sènior de la franquícia Lilo & Stitch.

## Biografia
El 1953, després dels seus estudis a Melbourne, va debutar com a actriu amb la Union Theatre Repertory Company de la Universitat de Melbourne. Després es va traslladar a la Gran Bretanya, on va actuar amb la companyia Stratford-on-Avon del 1958 al 1961 i al Royal Court Theatre abans d’establir-se al Canadà el 1961.

## Filmografia parcial

### Al cinema
- 1985: The Purple Rose of Cairo de Woody Allen: la comtessa
- 2002: Lilo & Stitch: la Gran Consellera (veu)
- 2004: Stitch's Great Escape: la Gran Consellera (veu)
- 2004: Birth de Jonathan Glazer: Mrs. Hill
- 2011: Tan fort i tan a prop de Stephen Daldry: l'àvia d'Oskar

## Teatre
- 1965: The Devils: Jeanne de Belcier al Broadway Theatre
- 1966: Slapstick Tragedy: Polly, al Longacre Theatre - Tony Award
- 1968: The Prime of Miss Jean Brodie: Jean Brodie, al Helen Hayes Theater - Tony Award
- 1972: The Creation of the World and Other Business: Eve, al Shubert Theatre
- 1974: Dance of Death: Alice Vivian, al Beaumont Theater
- 1977: An Almost Perfect Person (posada en escena), al Belasco Theater
- 1985: Medea, al Cort Theater - Tony Award
- 1986: Lillian: Lillian Ethel, al Barrymore Theater
- 1988: Macbeth (posada en escena), al Mark Hellinger Theatre
- 1991: Park Your Car In Harvard Yard (posada en escena), al Music Box Theater
- 1995-1996: Master Class de Terrence McNally: Maria Callas, al John Golden Theater - Tony Award
- 2003: The Visit: Claire Zachanassian, al Melbourne Theatre Company
- 2003: The Play What I Wrote: Mystery Guest Star al Lyceum Theater

## Guardons i distincions
- Oficial de l'orde de l'Imperi britànic
- Tony Award a la millor actriu en un paper secundari (1966)
- Theatre World Award (1966)
- Premi Tony a la millor actriu protagonista en una obra (1968, 1982 i 1996)